# Челични коров
Челични коров (енгл. Ironweed) је америчка љубавна драма из 1987. године. Николсон и Стрипова су за своје изведбе били номиновани за Оскара за најбоље глумце у главним улогама.

## Радња
Радња се одвија у Сједињеним Државама током Велике депресије – неколико дана уочи Ноћи вештица 1938. године. Френсис Фелан је бивши познати играч бејзбола, сада клошар и алкохоличар. Франсис се враћа у Олбени, одакле је једном побегао. Пре двадесет година, трагедија је прекинула његов просперитетни живот. Прво, током штрајка, Фрањо је убио човека, а касније је, пијан, изазвао смрт свог новорођеног сина. У Албанију, Френсис проналази своју бившу љубавницу, бившу певачицу, сада исту деградирану, безнадежно болесну жену Хелен Арчер. Прихватила их је добротворна установа коју води велечасни Честер.
Франсис, заједно са још једним скитницом Рудијем, хонорарно ради на гробљу, где копа гробове. Једне вечери, после пића, он и Хелен имају визије. Френсиса прогања мртво дете и други људи за чију је смрт он одговоран. Франсис проналази своју бившу жену Ен и покушава да ступи у контакт са њом. Његови већ одрасли син и ћерка су против поновног уједињења. Прошлост се не може вратити и све је бескорисно - растају се са Ен. Крај слике је трагичан. На крају филма, Хелен умире. Будни мештани пребијају и терају бескућнике из града. Опустошени Франсис напушта град у вагону.

## Главне улоге
| Глумац          | Улога          |
| --------------- | -------------- |
| Мерил Стрип     | Хелен Арчер    |
| Џек Николсон    | Френсис        |
| Карол Бејкер    | Ени            |
| Мајкл О'Киф     | Били           |
| Дајана Венора   | Маргарет       |
| Фред Гвин       | Оскар          |
| Маргарет Вајтон | Катрина Доерти |
| Том Вејтс       | Руди           |
| Нејтан Лејн     | Харолд         |
| Џејмс Гемон     | Честер         |
| Тед Ливајн      | Поконо Пит     |
| Џо Грифаси      | Џексон         |